# Mastigusa lucifuga
Espèce
Synonymes
- Tetrilus lucifuga Simon, 1898

Mastigusa lucifuga est une espèce d'araignées aranéomorphes de la famille des Cybaeidae.

## Distribution
Cette espèce est endémique des Pyrénées-Orientales en Languedoc-Roussillon en France,.

## Description
La femelle holotype mesure 2,5 mm.

## Systématique et taxinomie
Cette espèce a été décrite sous le protonyme Tetrilus lucifuga par Simon en 1898. Elle est placée dans le genre Paratetrilus par Kishida en 1955 puis dans le genre Mastigusa par Wunderlich en 1986.

## Publication originale
- Simon, 1898 : « Descriptions d'arachnides nouveaux des familles des Agelenidae, Pisauridae, Lycosidae et Oxyopidae. » Annales de la Société entomologique de Belgique, vol. 42, p. 1-34 (texte intégral).